# Басівський парк
Басі́вський парк — парк-пам'ятка садово-паркового мистецтва місцевого значення в Україні. Розташований у місті Суми, в кінці вулиці Володимирської (в районі колишнього села Баси). 
Площа 34,5814 га. Затверджений як заповідний об'єкт рішенням облвиконкому в 1972 році. Підпорядкований підприємству «Зеленбуд» (21,5 га), Сумській центральній лікарні (3,1 га) та пологовому будинку (1,1 га).

## Історія
Парк було створено на початку 19 столітті і займав площу 30 га. Закладений на початку 19 століття і являю собою складову частину садибно-паркового комплексу заміського володіння дружини бригадного генерала поміщиці П. М. Штеричевої, який був побудований за проектом відомого харківського архітектора О. О Паліцина. Проект реалізований його учнем В. І. Ярославським. 
Маєток побудований у псевдоготичному стилі, що було рідкісним явищем до середини 19 століття. Головний будинок ансамблю поєднувався з асиметричним мальовничим плануванням всього комплексу споруд. Поблизу будинку був квітник і фруктовий сад. Садибний парк був створений у пейзажному стилі з використанням штучного ландшафту. У насадженнях використовувались місцеві породи. У верхньому парку, що прилягав до комплексу садибних забудов, були чітко сплановані основні алеї, що розходились від основного будинку. При основі верхнього парку була штучна водойма — став, облямований по периметру групами дерев верби. Алеї були вимощені цеглою, садиба — огороджена ґратами. У південній частині нижнього парку близько ставу був оглядовий майданчик. В саду стояв будиночок на кам'яних стовпах — альтанка. Поблизу головного будинку був фонтан.

## Сучасний стан
Парк займає частину заплави річки Псел і рівнинну та схилову частину надзаплавної тераси на її лівобережжі. Споруди парку не дожили до наших днів. Збережений палац-пам'ятка архітектури зазнав численних змін, пожеж, реставраций, капітальних ремонтів. Подекуди залишились сліди від вимощених цеглою доріжок вздовж алей, залишки недіючого фонтану, майданчиків тощо. Старі першопочаткові деревні насадження у більшості своїй не дожили до наших днів. Значна частина старих дерев була знищена ураганом 1957 року. Із старих дерев-довгожителів збереглися одинокі сосна звичайна та клен гостролистий, а в східній частині парку на плакорній ділянці віддалено стоять один від одного 20 могутніх дерев дуба звичайного, яким вже понад 100 років.

## Флора
У складі деревних насаджень нинішнього Басівського парку поширені місцеві породи та деякі екзоти. Окрім дуба звичайного, клена гостролистого та сосни звичайної, тут ростуть в'яз гладкий, в'яз гірський, береза бородавчаста, верба біла, вільха клейка, горобина звичайна, ясен звичайний, липа серцелиста, яблуня домашня, клен польовий, тополі чорна, біла та осика, клен ясенолистий. Із видів не місцевого походження тут знайшли пристанище тополя бальзамічна родом з Північної Америки, липа широколиста, поширена в Закарпатті, Прикарпатті, Опіллі, Волинському і Західному лісостепу, бархат амурський, батьківщиною якого є Далекий Схід, Японія та Китай, північноамериканські види — горіх сірий, катальпа бігнонієподібна, ялина колюча, туя західна родом зі східної частини Північної Америки, вихідець із Сибіру — карагана дерев'яниста, із Центральної Європи — модрина європейська, із Балкан — бузок звичайний, із Греції — гіркокаштан звичайний. На території парку ростуть також черемха віргінська, чагарники таволга самосилолиста, пухироплідник калинолистий, сніжноягідник прирічковий. Всього на території парку нині зростає 32 види дерев і чагарників.

## Галерея

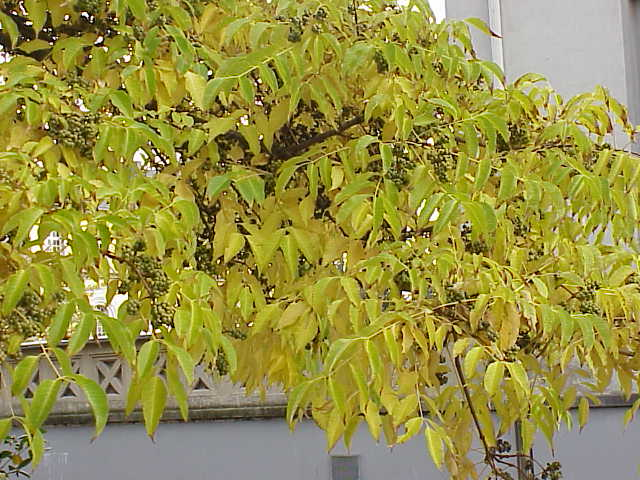
Бархат Амурський
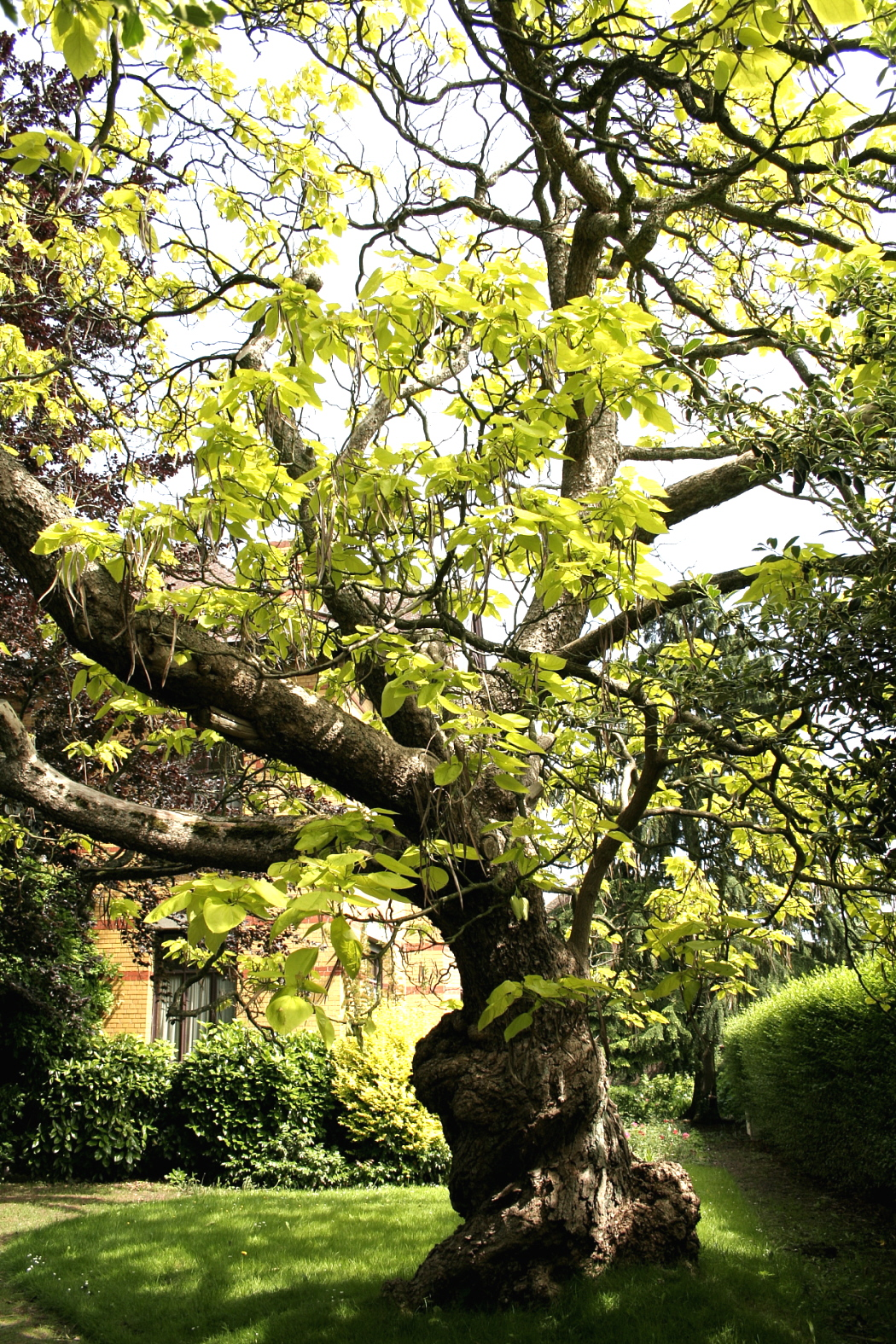
Катальпа бігнонієподібна
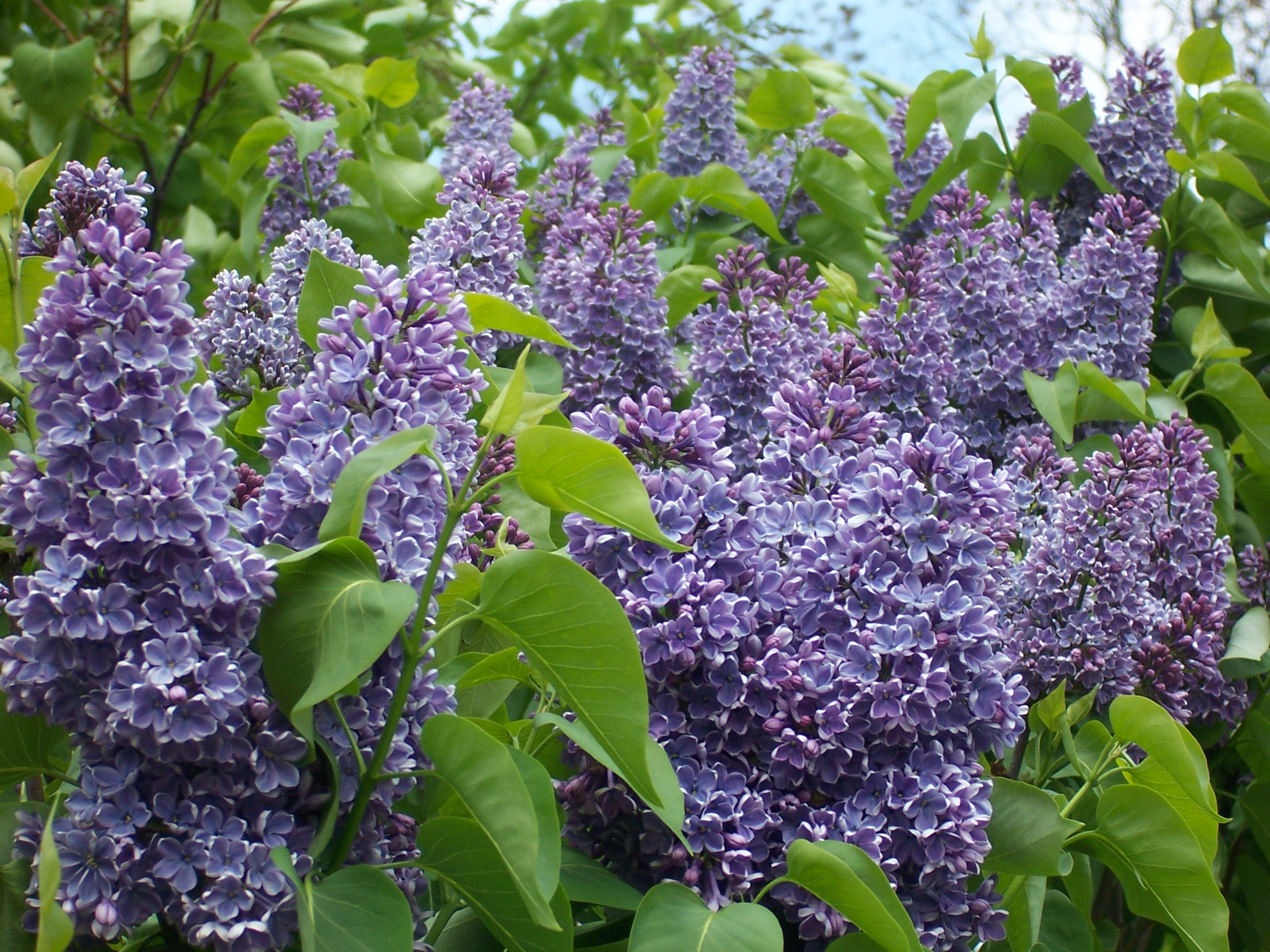
Бузок звичайний